# Ічнянське хлібоприймальне підприємство

Ічнянське хлібоприймальне підприємство є філією ПАТ «Державна продовольчо-зернова корпорація України».

## З історії
Ічня — історичний осередок млинарського промислу у регіоні. Але початок Ічнянського хлібоприймального підприємства бере з часів комуністичного Голодомору. Контора розгорнула тоді свою діяльність на околиці міста, поруч з залізничною станцією. Її створення пов'язують із організацією комуністами централізованого грабунку приватних господарств.
Поміж десятків інших пунктів з прийому зерна, Ічнянський пункт «Заготзерно» заготовляв і збував сільськогосподарську продукцію, водночас контролюючи роботу пунктів із заготівель зерна у глибинках, де комуністи проводили незаконні акції конфіскації зерна. Під конвоєм награбоване зерно доставлялося на пункт «Заготзерно» (в Ічні), і зберігалося в буртах через відсутність складських приміщень (до 1940 року на території пункту «Заготзерна» був лише один пристанційний склад).
З 1941 по середину вересня 1943 року Ічнянське «Заготзерно» не працювало, оскільки зникла система централізованого грабунку хліба з боку комуністів. У листопаді 1943  директором «Заготзерна» був призначений С. І. Олександров, а хлібоприймальний пункт працював у звичному для комуністів режимі, який вони встановили ще під час Голодомору 1932-33: у глибинки відряджалися лаборанти для оформлення прийнятого зерна від «Споживкооперації». Оформлене зерно доставлялося на пункт «Заготзерна», і відразу ж відвантажувалося в залізничні вагони та відправлялося «в область», а там награбоване зерно вивозилося або до Росії, або до країн східної Європи, де стояли сталінські війська.
У червні 1944 року комуністи почали будівництво ще одного зернового складу. Умови праці були каторжними, приміром, за відсутності упродовж двох годин на робочому місці робітник міг бути притягнутий окупаційною владою сталіністів до судової відповідальності як прогульник і дезорганізатор виробництва.
У 1945 році керівником «Заготзерна» призначено Н. С. Мороза. Зі збільшенням планових завдань з заготівлі зерна, гостро постало й питання його зберігання, а відтак з метою зведення нових складів було створено будівельну бригаду теслів під керівництвом десятника. В період з 1946—1950 роки було збудовано ще два зернові склади.
У 1946 році підприємство очолив Я. А. Черниш, який започаткував ведення підсобного господарства разом з основною діяльністю пункту «Заготзерно», що дало цілорічну зайнятість працівників та вберегло штат від терору голодом, який поширили комуністи в Україні. 
Враховуючи віддаленість колгоспів від заготівельного пункту, у 1947 році розпочинається розбудова Качанівського хлібоприймального підпункту в селі Парафіївка (за відстані 20 кілометрів від «Заготзерна»), де до 1952 року було збудовано чотири склади. У 1952 році за дорученням облконтори «Заготзерна» до відання Ічнянського хлібоприймального пункту було передано сінопункт. Таким чином, одночасно з прийманням зерна, пункт приймав, сушив, словом — заготовляв сіно.
Зі збільшенням обсягів приймання зерна, його переміщення, зберігання та очищення керівництво пункту дбало про оснащення підприємства засобами механізації (зерноочисні машини, пересувні транспортери). З'явилася візіровочна лабораторія, металеві ємності для зберігання і відпуску зерна на автомобільний транспорт, побутовий корпус, обладнаний індивідуальними роздягальнями і душовими установками.
З середини 60-х років на підприємстві було збудовано, обладнано і здано в експлуатацію механічні майстерні, які дозволили проводити планово-попереджувальний ремонт транспортного, аспіраційнного і технологічного обладнання упродовж цілого року.
У 70-ті роки XX століття всі зернові склади були механізовані, тобто — обладнані верхньою і нижньою транспортними галереями та установками для активного вентилювання. Одночасно зі збільшенням вантажно-розвантажувальних робіт на підприємстві збільшилась кількість пересувних засобів.
На кінець 70-х років підприємство було укомплектоване автомобілерозвантажувачами, були збудовані норійні вежі, зерносушарка ДСП-32, автомобільні ваги вантажопід'ємністю 30 тонн. У цей час підприємство досягло значних показників у роботі. Цим досягненням, як і технічному переоснащенню підприємства слід завдячувати його керівникові О. С. Біді, який пропрацював на підприємстві 25 років.
З 1975 хлібоприймальний пункт «Заготзерно» було перейменовано в «Ічнянську реалбазу», а з 1979 року — в Ічнянське хлібоприймальне підприємство.
У 1986 році підприємство вийшло переможцем у Всесоюзному соціалістичному змаганні.
Зважаючи на сезонність у роботі, у період, не пов'язаний з прийманням зерна нового врожаю, власними силами цього підприємства здійснювалися будівельні роботи (у такий спосіб було збудовано механізований склад ємністю 3200 тонн, побутовий корпус, магазин, млин, металеві ємності зберігання зерна).
Рішенням Кабінету Міністрів України (постанова від 11.08.2010 р. №764) Кальчицький елеватор був переданий до статутного капіталу новоутвореної Державної продовольчо-зернової корпорації на правах відокремленого підрозділу — філії.

## На сучасному етапі
У 90-х роках XX століття завершилося будівництво двох насіннєвих цехів, було змонтовано зерносушарку БАС-16, млин ґатункового помелу потужністю 36 тонн на добу та млин житнього помелу потужністю 8 тонн на добу.
Нині підприємство працює за двома напрямками: хлібоприймальний та зернопереробний. Хлібоприймальна діяльність підприємства забезпечує приймання, обробку, сушіння, зберігання та відвантаження зерна різних культур (складська місткість становить 25, 6 тис. тонн).
Зернопереробка передбачає виробництво борошна всіх ґатунків. Готова продукція — борошно зберігається та відпускається споживачам і в тарі та безтарним методом на Прилуцький, Ніжинський, Лубенський, Київський хлібозаводи, а також населенню.
На підприємстві діє лабораторія (атестована та відповідно оснащена).
Територія підприємства — упорядкована, озеленена, що також сприяє гарному настрою, як і в цілому турбота керівництва Ічнянського хлібоприймального підприємства про персонал (функціонує магазин продовольчих товарів, постійно поліпшуються умови праці і відпочинку).